# Калинина, Мария Фёдоровна
Мари́я Фёдоровна Кали́нина (род. 14 сентября 1971, Москва) — советская и американская модель, актриса и тренер по йоге, победительница первого в СССР конкурса красоты «Московская красавица», проходившего в 1988 году.

## Биография
Мария Калинина родилась в Москве 14 сентября 1971 года. По женской линии происходит от князя Фёдора Алексеевича Куракина (1842—1914).
В 1988 году, только закончив среднюю школу, Калинина выиграла первый в СССР конкурс красоты — «Московская красавица». После этого она получила работу в модельном агентстве «Бурда Моден», работала в европейских странах.
В 1990 году приехала в США, осталась там жить и работать.
Играла в театре, снималась в нескольких рекламных роликах, в итальянском фильме «Осторожно, перестройка» (1990) и в американском фильме ужасов «Остаться в живых» (2006) — в роли графини Елизаветы Батори.
С 1990 года по настоящее время живёт в Калифорнии, работает тренером по кундалини-йоге. Вегетарианка. Замужем за Валерием Сигалом — продюсером, эмигрантом из Киева.